# Dendronephthya surugaensis
Dendronephthya surugaensis is een zachte koraalsoort uit de familie Nephtheidae. De koraalsoort komt uit het geslacht Dendronephthya. Dendronephthya surugaensis werd in 1977 voor het eerst wetenschappelijk beschreven door Imahara. 